# 艾波湖鎮區 (明尼蘇達州格蘭特縣)
艾波湖鎮區（英語：Elbow Lake Township）是位於美國明尼蘇達州格蘭特縣的一個行政鎮區。

## 地方資料
艾波湖鎮區的面積為92.90平方千米，當中陸地面積為92.70平方千米，而水域面積為0.20平方千米。根據2020年美國人口普查的數據，當地共有人口125人，而人口密度為每平方千米1.35人。